# Голштинська порода

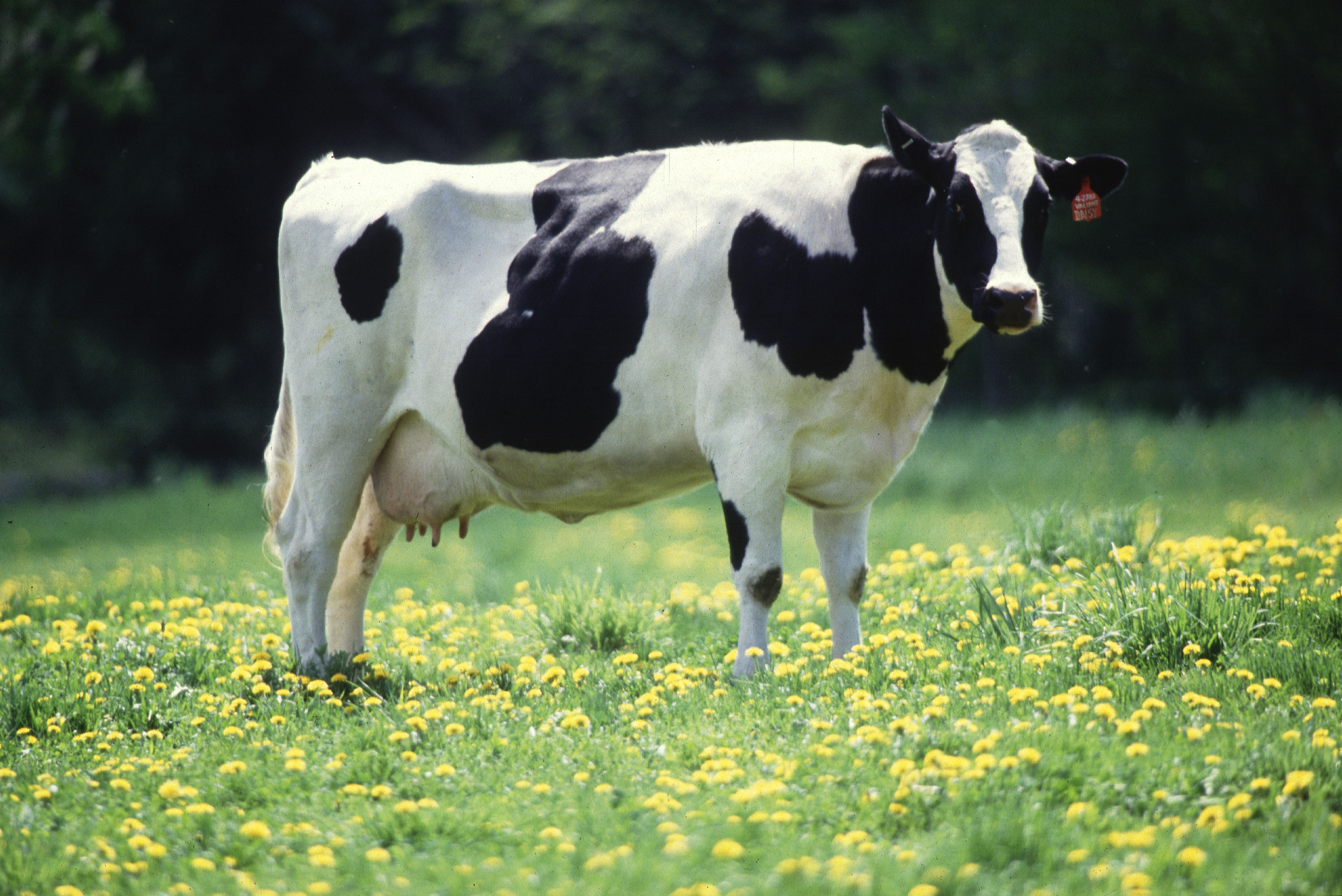
Корова голштинсько-фризької породи

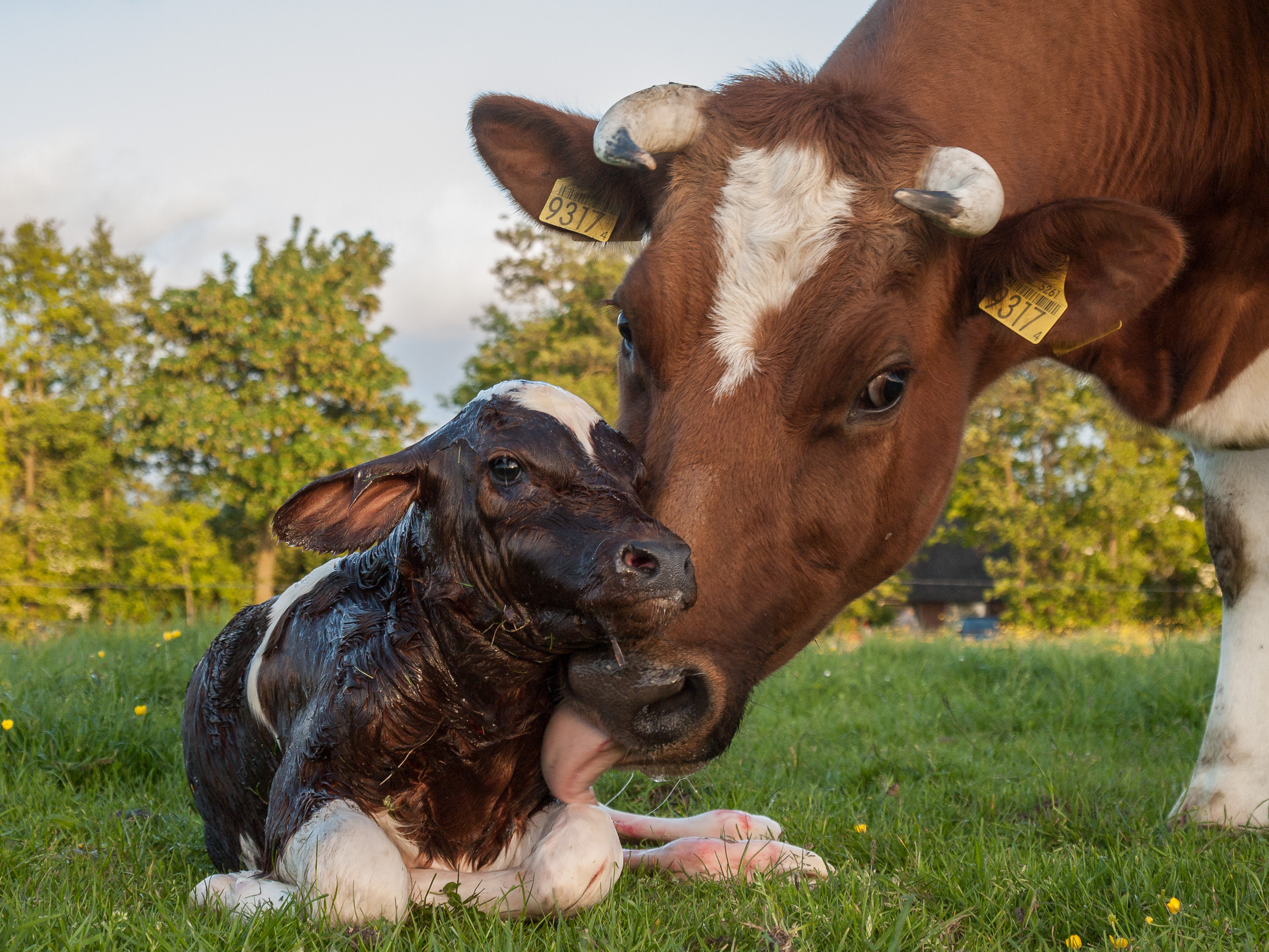
Новонароджене телятко голштинської породи червоно-картатої масті.

Голшти́нська або голштинсько-фризька порода — молочна порода великої рогатої худоби. Є найпоширенішою породою молочної худоби у світі.

## Історія
Батьківщиною породи вважається Голландія. Піонером розведення голландської худоби в Америці є Вінтроп Ченері (англ. Winthrop W. Chenery) з Бельмонта (штат Массачусетс). Історія породи починається з 1852 року, коли Ченері купив голландську корову у капітана нідерландського судна. Через високу продуктивність і гарні адаптаційні здібності худоба набула широкого поширення у Північній Америці.
До 1872 року худобу вже розводили у 12 штатах. З 1983 року у США й Канаді породу почали називати голштинською (англ. Holstein).

## Характеристика
Більшість тварин голштинської породи має чорно-рябу масть. Зустрічається також червоно-ряба масть, що є рецесивною формою. Раніше від таких тварин намагались позбавитись. З 1971 року червоно-картаті тварини обліковуються як племінні, їх оформили в окрему породу.
Жива маса дорослих корів складає до 750 кг. Жива маса биків — до 1200 кг. Висота в холці у корів становить 143—145 см.